# 中国铁路总公司 (中华民国)
中国铁路总公司，是民国初年短暂存在的公司，1912年10月14日于上海设立。

## 历史
1912年9月9日，袁世凯下令，授予孙中山“全国铁路督办”一职，全权组建中国铁路总公司、筹划全国铁路。当月，孙中山至北方等城市考察，并于10月3日从青岛抵达上海，开始筹办公司。10月14日，中国铁路总公司于上海正式成立，并于11月14日发布成立通告，事务所位于上海五马路A字第36号。1913年3月，北京临时政府以大总统令发布《中國鐵路總公司條例》。二次革命后，7月23日，袁世凯下令撤销孙中山的全国铁路督办职务，中国铁路总公司事权暂交交通部执行，并废除其签订的一切铁路合同。